# Concerto per flauto e orchestra n. 1
Il concerto per flauto e orchestra n. 1 in Sol maggiore K 313, scritto da Wolfgang Amadeus Mozart tra il gennaio e il febbraio del 1778 a Mannheim, è un classico esempio di musica mozartiana.

## Caratteristiche
Il concerto è caratterizzato da semplicità ed eleganza. Con questa composizione Mozart dà allo strumento solista la possibilità di esplorare tutta la sua estensione con continue scale e con particolari "giochi musicali" in grado di esaltare le caratteristiche foniche di questo strumento a fiato. Anche in questa partitura il compositore salisburghese non tralascia il fondamentale compito dell'orchestra, affidando a questa una parte molto importante, non solo di semplice accompagnamento, ma di vero e proprio sostegno.
Mozart scrisse questo concerto per flauto, come del resto il concerto K 314 e i quartetti con flauto K 285, K 285a e K 285b per il committente olandese De Jean, un musicofilo assai appassionato di questo strumento. 
L'organico di quest'opera è il classico dei concerti mozartiani: due oboi, due corni in sol, gli archi (violini primi e secondi, viole, violoncelli e contrabbassi) e naturalmente lo strumento principe di questo concerto: il flauto traverso. 
Il concerto è diviso in tre movimenti: il primo è un allegro maestoso in Sol maggiore (4/4); il secondo è un adagio ma non troppo in tonalità Re maggiore (4/4); il terzo movimento, invece, recupera la tonalità del primo movimento: è infatti in Sol maggiore, ed è un rondò a tempo di minuetto (3/4).
Una particolarità di questo concerto è che il secondo movimento cambia in parte l'organico: infatti in luogo degli oboi vengono posti due flauti, probabilmente per dare un suono più melodico e dolce, non ottenibile con il suono nasale dell'oboe. 
Ovviamente in questo secondo movimento, i corni assumono la tonalità di re maggiore.
L'allegro maestoso si sviluppa su due temi, così come l'adagio ma non troppo; il rondò invece è costruito su di un solo tema.